# Maison verte (lieu d'accueil)
Pour les articles homonymes, voir Maison verte.
Une Maison verte est un lieu de parole et de jeu qui accueille des enfants, de leur naissance à quatre ans, en présence de leurs parents afin de favoriser la sociabilité et de prévenir l'éventuelle apparition de troubles. La première maison verte a été créé par Françoise Dolto en 1979 à Paris.

## Origine
L'association autour de la Maison verte avait été créée en janvier 1978 par sept fondateurs : Pierre Benoît, Françoise Dolto, Colette Langignon, Marie-Hélène Malandrin, Marie-Noëlle Rebois, Bernard This et Maxime du Crest, qui en fut son premier président . Nommée au départ « Petite enfance et parentalité », ce sont les premiers enfants qui l'ont renommée en « Maison verte ».Dans l'ouvrage de référence Françoise Dolto, une psychanalyste dans la cité. L'aventure de la Maison verte, paru chez Gallimard en 2009, Marie-Hélène Malandrin, qui en présente l'édition dans un dialogue avec Claude Schauder, raconte : 
« Dans les premiers mois de la Maison verte venait un petit garçon très moteur qui renversait tout sur son passage (…). Au moment de partir, un collègue s'est penché pour lui dire au revoir et l'enfant lui a violemment tiré la barbe. Très fâché, ce collègue lui a dit “Non je t'interdis de me tirer la barbe". Le petit garçon s'est alors tourné vers sa mère et lui a demandé : "comment elle s'appelle cette maison-là ?" Puis, il a ajouté : "Comment elle s'appelle notre maison?" Et ensuite il est parti. Dans la semaine, il a dit et redit à sa mère : "Je voudrais aller à la maison… à la maison… à la Maison… verte (à cause de la petite maison en bois qui se trouvait dans la pièce d'accueil)". Quand la maman a raconté cette demande de l'enfant, les mères se sont saisies de ce nom, et il a circulé entre elles immédiatement. » Marie-Hélène Malandrin écrit que Françoise Dolto parle de cet enfant sous le nom de Victor dans La cause des enfants. 
La Maison verte fut ouverte le 6 janvier 1979 dans le XVe arrondissement en tant que « lieu d'accueil et d'écoute des enfants de moins de quatre ans, accompagnés par leurs parents ». Il était lié, au départ, au centre Etienne Marcel qui regroupait des analystes de la petite enfance.
Marie-Hélène Malandrin rappelle que « l'ouverture de la Maison verte en 1979, où Françoise Dolto est à l'accueil, dans un lieu qui fonctionne sans rendez-vous, apparaît comme étant dans la continuité de son choix de 1940 d'être à la porte à l'hôpital Trousseau pour recevoir "ces leçons extraordinaires que nous donnes ces enfants, ces parents, ces familles et le jeu de l'inconscient." ».

## Principe
Ni crèche, ni halte-garderie, il s'agit d'un « lieu de parole et de jeu », de sociabilité qui offre à l'enfant un espace différent de la maison mais sans être isolé du ou des parents à la grande différence des autres lieux de la petite-enfance, un lieu de médiation entre la famille et la société. L'idée centrale étant qu'un lieu où les enfants et les parents peuvent venir librement, pour jouer, se rencontrer, se parler et échanger, comme dans un square, en fait un lieu de vie à même d'offrir la possibilité de prévenir l'apparition de pathologies symptomatiques. Pour autant, les accueillants présents (en général au nombre de trois ou quatre pour quarante à soixante enfants et autant de parents) n'y sont pas en tant que psychanalystes — il n'y pratiquent pas de cure — mais plutôt en tant que « citoyens analysés » selon les mots de Dolto et l'équipe est également composée de personnes issues du milieu éducatif.
La Maison verte fonctionne de façon collégiale (pas de directeur, prises de décisions communes) avec une péréquation des salaires,.

## Fonctionnement
« Le dispositif d’accueil et d’écoute de la Maison Verte s’articule principalement autour de deux concepts : lien social et subjectivation », analyse Frédérick Aubourg. L'âge auquel les enfants sont reçus — moins de quatre ans — est celui où la structuration psychique n'est pas encore faite. L'originalité de la Maison verte tient en cette articulation de la structuration du petit enfant et du social, différente d'une consultation psychanalytique mais également des autres lieux institutionnels. Ainsi, selon la revue Actualités sociales hebdomadaires, il s'agit d'un « dispositif social aussi inclassable qu'innovant ». Dominique Berthon rappelle par ailleurs que dans les CMPP, il était impossible de recevoir des nourrissons.
Lors d'un accueil, on s'adresse d'abord à l'enfant — son prénom est inscrit sur un tableau —, avant de prendre en charge les parents qui restent anonymes garantissant ainsi liberté de parole et non-transmission d'information à des tiers ou des institutions. Aucun rendez-vous n'est nécessaire ni aucune demande particulière afin d'en faire avant tout un lieu convivial et d'usage libre et divers (repos, rencontre, questions, etc.).
La première des règles à respecter et que le ou les adultes accompagnants ne peuvent s'absenter et laisser l'enfant et ce dans le but de permettre à l'enfant de faire l'expérience de la séparation de manière sécurisante. Une participation financière libre est demandée aux adultes.
Pour les enfants deux règles matérialisent la question de la loi et de la socialisation. La « ligne rouge », d'abord, délimite un espace de circulation entre enfants et parents, où les enfants peuvent se déplacer en tricycle ou tout jouet roulant et permet aux enfants d'interroger les limites et le rapport à la règle incarné par le parent, ainsi selon Dolto « le bébé sonde aussi la vigilance que l’adulte porte à son désir, l’intérêt que l’adulte accorde à sa personne distincte de ses actes. Son choix d’obéissance devient alors une manifestation d’amour, dont il se sent heureux qu’elle soit prise pour telle ». Avec ce jeu du « Passera, passera pas la ligne défendue, c’est toute l’humanisation de l’enfant qui s’élabore ». Le « tablier pour jouer au bac à eau » ensuite matérialise ce que Dolto appelle « la castration libératrice » : pour pouvoir jouer avec de l'eau, il faut se soumettre à une règle dans un espace donné, social donc. Ces deux règles sont l'occasion pour l'enfant de mettre en mot les questions du lien avec ses parents, de l'autorité, de la frustration.

## Développement en France et dans le monde
Le concept de Maison verte a essaimé en France (une trentaine de structures du même type voit le jour entre 1979 et 1989, et ce sont 171 lieux supplémentaires qui ont ouvert depuis les années 90 portant le total à plus de 200) et à travers le monde,, avec une vingtaine de structures.
Selon Gérard Neyrand, les Maisons vertes constituent le modèle des lieux d'accueils parents-enfants, bien qu'apparues en même temps que les lieux d’accueil de quartier d’habitat social inspirés du travail social communautaire, c'est l'aura et la renommée de Françoise Dolto et l'élaboration théorique à l'origine de ces lieux qui lui ont donné valeur de référence et de modèle.

### Note
1. ↑  Par exemple au Royaume-Uni[14], en Belgique[15], en Suisse[16], en Georgie[17] mais aussi la Russie, les Etats-Unis, l'Argentine, l'Arménie, le Brésil, le Canada, l'Espagne, Israël, l'Italie, ou la Pologne[11].

#### Ouvrages
- Gérard Neyrand, Sur les pas de la Maison verte : des lieux d'accueil pour les enfants et leurs parents, Paris, Syros, 1995 (ISBN 2-84146-250-1)
- Françoise Dolto, Marie-Hélène Malandrin (dir.) et al., Françoise Dolto, une psychanalyste dans la cité. L'aventure de la Maison verte, Paris, Gallimard, 2009 (ISBN 978-2-07-012257-8)
- Jacqueline Sudaka-Bénazéraf, Libres enfants de la Maison verte, ERES, 2012 (ISBN 978-2-7492-1549-5, lire en ligne)
- Bernard This, La maison verte : Créer des lieux d'accueil, Paris, Belin, 2007 (ISBN 2701184800)

#### Dictionnaire
- Bernard This, « Maison verte », dans Alain de Mijolla (dir.), Dictionnaire international de la psychanalyse, Paris, Hachette, 2005 (ISBN 201279145X), p. 1004-1005.

#### Chapitres et articles
- Anne-Marie Hamad, « Jouer à la Maison Verte », Enfances & Psy, vol. 15, no 3,‎ 2001, p. 24-29 (DOI 10.3917/ep.015.0024)
- Bernard This, « Symptôme et Maison Verte », Cahiers critiques de thérapie familiale et de pratiques de réseaux, vol. 29, no 2,‎ 2002, p. 203-211 (DOI 10.3917/ctf.029.0203)
- Frédérick Aubourg, « La Maison Verte : un dispositif à la portée de l'enfant », Figures de la psychanalyse, vol. 18, no 2,‎ 2009, p. 227-240 (DOI 10.3917/fp.018.0227).
- A. Monteiro, « Éducation et reconnaissance chez Françoise Dolto », Enfances, Familles, Générations, no 11,‎ 2009, p. 80–100 (DOI https://doi.org/10.7202/044123ar)
- Gérard Neyrand, « Lieux d'accueil, savoirs et gestion politique. Un espace en tension », dans Sylvie Rayna (dir.), Parents-professionnels : la coéducation en questions, Toulouse, ERES, 2010 (ISBN 9782749212883, lire en ligne), p. 27-35.
- M. -A. Podlipski et P. Gerardin, « Les vertes années des Maisons des adolescents », Neuropsychiatrie de l'Enfance et de l'Adolescence, les Maisons d'adolescents, vol. 59, no 2,‎ 1er mars 2011 (DOI 10.1016/j.neurenf.2010.07.008)
- « La Maison Verte », dans Collectif pas de 0 de conduite pour les enfants de 3 ans, La prévention prévenante en action, Toulouse, ERES, 2012 (ISBN 9782749215167, lire en ligne), p. 100-103.
- Daniel Olivier, « De la Maison verte aux lieux d'accueil enfants-parents, la transmission de la psychanalyse », dans Daniel Olivier (dir.), De plus en plus de lieux d'accueil, de moins en moins de psychanalyse, Toulouse, ERES, 2012 (ISBN 9782749233772, lire en ligne), p. 13-22
- Marie-Hélène Malandrin, « Pertinence et impertinence du dispositif de la Maison verte au regard de la prévention précoce », dans Daniel Olivier (dir.), De plus en plus de lieux d'accueil, de moins en moins de psychanalyse, Toulouse, ERES, 2012 (ISBN 9782749233772, lire en ligne), p. 119-148
- Martina Paglia, « The Maison Verte, a transitional space: introducing the work of Françoise Dolto in the UK », Infant Observation, vol. 19, no 3,‎ 23 avril 2017 (DOI 10.1080/13698036.2017.1316513)
- « Françoise Dolto, un héritage toujours vert », ASH / Actualités sociales hebdomadaires,‎ 13 septembre 2017 (lire en ligne)
- Chalva Maminachvili, « La Maison Verte de Tbilissi : le lieu qui accueille la psychanalyse en Géorgie », Figures de la psychanalyse, vol. n°37, no 1,‎ 2019, p. 197-205 (DOI 10.3917/fp.037.0197)

#### Rapports
- Fondation de France, Maisons vertes : dix ans après quel avenir? : des lieux d'accueil parents-enfants, Fondation de France, 1991 (ISBN 2-907111-15-9)
- H. Scheu (dir.), N. Fraioli (dir.) et al., Lieux d’accueil enfants-parents et socialisation (s), LeFuret/CNAF, 2010 (lire en ligne).

#### Articles de presse
- Caroline Helfter, « Une maison ouverte pour enfants et parents en mal de parole », Le Monde.fr,‎ 15 février 1998 (lire en ligne)
- Dominique Berthon, « Dolto ne fut-elle qu'une clinicienne ? », Lien social,‎ 17 décembre 1998 (lire en ligne)
- Catherine Argand, « Une maison où s'exprimer », L'Express,‎ 1er février 1999 (lire en ligne, consulté le 17 mai 2020)
- Ariane Racine, « Dix ans après la mort de Françoise Dolto, les Maisons vertes sont la plus vivace de ses idées », Le Temps,‎ 14 janvier 1999 (ISSN 1423-3967, lire en ligne, consulté le 17 mai 2020)
- Laure Pelé, « Deux élues au chevet de la Maison verte de Dolto », Le Parisien,‎ 4 mai 2006 (lire en ligne, consulté le 17 mai 2020)
- Chantal Godard, « Une “maison verte” à la Dolto », La Libre,‎ 23 décembre 2010 (lire en ligne, consulté le 17 mai 2020)
- Nicolas Berrod, « La “Maison Verte”, un espace de liberté pour parents et enfants », La Croix,‎ 25 juin 2015 (ISSN 0242-6056, lire en ligne, consulté le 17 mai 2020)
- Catherine Robin et Michaël Zumstein, « Retour à la Maison Verte », Elle, no 3797,‎ septembre 2018